# Paul Müller (Physiker)
Paul Müller (* 1948; † 14. März 2023) war ein deutscher Physiker.

## Leben
Müller studierte Physik an der Friedrich-Alexander-Universität in Erlangen und promovierte dort 1980. Von 1980 bis 1987 arbeitete er an der Technischen Universität München, wo er 1994 auch habilitierte. Nach 1987 arbeitete er am 
Walther-Meißner-Institut für Tieftemperaturforschung. 1995 wurde er auf den Lehrstuhl für Experimentalphysik an der Universität Erlangen berufen. 2013 wurde Müller emeritiert.
In seiner Forschung beschäftigte sich Müller mit verschiedenen Aspekten der Supraleitung, zum Beispiel mit Hochtemperatursupraleitern und supraleitenden Sensoren, mit Ferroelektrika, Graphen sowie molekularen Magneten und Nanomagneten. Er war unter anderem an den DFG-Schwerpunktprogrammen SPP 1157 Integrierte elektrokeramische Funktionsstrukturen und SPP 1459 Graphene sowie an der Forschergruppe FOR 945 Nanomagnete: von der Synthese über die Wechselwirkung mit Oberflächen zur Funktion beteiligt.

## Auszeichnungen
- 1994: Walter-Schottky-Preis für Festkörperphysik der DPG.[6][7]